# حمله شیخ عبیدالله به ارومیه
حمله شیخ عبیدالله به ارومیه در تاریخ ارومیه خیلی اهمیت داشت؛ می‌توان گفت که خیلی از وقایعی که در یکصد سال اخیر در آذربایجان و به ویژه ارومیه رخ داده از همین واقعه سرچشمه می‌گیرد.
شیخ عبیدالله نهری پسر شیخ طه از مرشدان نقش‌بندیه بوده و در میان قبایل کُرد از نفوذ کلام شگرفی برخوردار بود؛ بسیاری از کردهای ایران و عثمانی اوامر او را اطاعت کرده و از مسافات دور به زیارت وی می‌شتافتند. شیخ در مرز ایران و عثمانی سکونت داشت و از سوی هر دو دولت حمایت می‌شد و به خاک هر دو رفت‌وآمد می‌نمود. به علت حمایتش از عثمانی در جنگ با روسیه مقداری اسلحه میان پیروانش از سوی عثمانی توزیع شد. وجود همین اسلحه و داشتن سودای سلطنت (به قول خودش سلطنت ایران و توران) موجبات شورش او را فراهم می‌کرد.
شیخ برای تحریک عوام اعلان جهادی نوشته و در میان ایلات و عشایر کرد منتشر نمود. پس از انتشار این اعلان عشایر کرد به دور او جمع شده و قوایش رو به فزونی نهاد. پیش از آن بسیاری از عشایر اطراف مهاباد(ساوجبلاغ) به ویژه حمزه آغا منگور و ایل منگور  مامندآقا پیران و ایل پیران هم  به علت ستم‌های حاکم آن به شیخ پیوسته و او را تقویت و تحریک به طغیان کرده بودند. شیخ پسر خود عبدالقادر را به تصرف مهاباد فرستاد که با مقاومتی رو به رو نشد، پس از آن به میاندوآب حمله کرد و با مقاومت شدید اهالی مواجه گشت، پس از رسیدن قوای کمکی، مهاجمان شهر را تصرف کرده و کشتاری بزرگ به راه انداختند و شهر را آتش زدند. سرانجام پس از عبور از دهستان ملک کندی و غارت آنجا و حملهٔ نافرجام به بناب قشون شیخ به ارومیه رسید. در پانزدهم ذی‌قعده ۱۲۹۷ هجری قمری، حاکم ارومیه، اقبال‌ الدوله، برای دفع اشرار در حوالی شهر اردو زده بود؛ یکی از سران عشایر شیخ را از بی‌دفاع بودن ارومیه آگاه ساخت و به حمله ترغیب نمود. شیخ به محض دریافت نامه قوای خود را متمرکز ساخته و از محال ترگور حرکت کرده در روستای سیر اردو زد. فردای آن روز نامه‌ای به ارومیه فرستاد و خواستار تسلیم شهر شد.
بزرگان ارومیه پس از مشورت به اقبال‌الدوله اطلاع دادند تا به شهر بازگردد؛ به شیخ نیز نامه‌ای نگاشته و خواستار سه روز مهلت برای آماده شدن جهت استقبال از موکب وی شدند. شیخ نیز غافل از موضوع دو روز مهلت داد به شرطی که اهالی اقبال‌ الدوله را به شهر راه ندهند. در این فاصله مردم به استحکام برج و بارو و دروازه‌ها پرداختند و اقبال‌الدوله نیز با توپخانه و سرباز به شهر آمده و موجب استظهار و قوت قلب اهالی گشت. سرانجام شیخ سپاه خویش را به سوی ارومیه سرازیر ساخت و شهر را در محاصره کرد.